# Ester de sorbitane
Les esters de sorbitane forment une classe de tensioactifs non ioniques dérivés du sorbitane par estérification d'une ou plusieurs de ses fonctions alcool ou phénol. Ils sont utilisés comme émulsifiants dans la préparation d'émulsions et de crèmes à usage pharmaceutique et cosmétique. Certains d'entre eux sont également utilisés comme additifs alimentaires. Lorsqu'ils sont utilisés seuls, ils produisent des émulsions stables de type w/O (les plus courants ont une HLB comprise entre 1,8 et 8,6), mais ils sont fréquemment utilisés avec un polysorbate dans des proportions variables pour produire des émulsions w/O ou o/W à volonté avec différentes textures et consistances.
Les esters de sorbitane sont parfois désignés par les noms de marque Span ou Tween. Six d'entre eux sont utilisés comme additifs alimentaires. 
| Numéro E | Nom                                  | Formule topologique | HLB |
| -------- | ------------------------------------ | ------------------- | --- |
| E491     | Monostéarate de sorbitane (Span 60)  |                     | 4,7 |
| E492     | Tristéarate de sorbitane (Span 65)   |                     | 2,1 |
| E493     | Monolaurate de sorbitane (Span 20)   |                     | 8,6 |
| E494     | Monooléate de sorbitane (Span 80)    |                     | 4,3 |
| E495     | Monopalmitate de sorbitane (Span 40) |                     | 6,7 |
| E496     | Trioléate de sorbitane (Span 85)     |                     | 1,8 |